# Mala Kopašnica
Mala Kopašnica (cyr. Мала Копашница) – wieś w Serbii, w okręgu jablanickim, w mieście Leskovac. W 2011 roku liczyła 213 mieszkańców.